# Raymond (V) van Toulouse
Raymond (V) van Toulouse (ca. 950 - Garazo, ca. 975) was een zoon van Raymond (IV) van Toulouse en Gundilindis. Onder regentschap van zijn moeder, volgde de jonge Raymond zijn vader op als graaf van Toulouse, Nîmes en Albi en prins van Gothië. Hij wordt soms ook aangeduid als Raymond IV. De verwarring rond de nummering ontstond doordat, zoals later zou blijken, middeleeuwse kroniekschrijvers een aantal graven met de naam Raymond, in de nummering vergeten waren.
In 975 stond Raymond Albi af aan zijn zoon Willem. Korte tijd later werd hij vermoord.
De eerste vrouw van Raymond is onbekend. Raymond was in zijn tweede huwelijk gehuwd met Adelheid (ca. 947 - 1026), een dochter van Fulco II van Anjou, en weduwe van Steven van Brioude, en werd vader van:
- Willem III
- Liutgard, moeder van bisschop Steven van Clairmont

## Voorouders
| Voorouders van Raymond (V) van Toulouse | Voorouders van Raymond (V) van Toulouse                                 | Voorouders van Raymond (V) van Toulouse                                 | Voorouders van Raymond (V) van Toulouse                                 | Voorouders van Raymond (V) van Toulouse                                 | Voorouders van Raymond (V) van Toulouse               | Voorouders van Raymond (V) van Toulouse               | Voorouders van Raymond (V) van Toulouse               | Voorouders van Raymond (V) van Toulouse               |
| --------------------------------------- | ----------------------------------------------------------------------- | ----------------------------------------------------------------------- | ----------------------------------------------------------------------- | ----------------------------------------------------------------------- | ----------------------------------------------------- | ----------------------------------------------------- | ----------------------------------------------------- | ----------------------------------------------------- |
| Overgrootouders                         | Raymond II van Toulouse (870-924) ∞ Guinidilda van Barcelona (-)        | Raymond II van Toulouse (870-924) ∞ Guinidilda van Barcelona (-)        | Garcia II van Gascogne (-) ∞ Amuna (-)                                  | Garcia II van Gascogne (-) ∞ Amuna (-)                                  | ? (-) ∞ ? (-)                                         | ? (-) ∞ ? (-)                                         | ? (-) ∞ ? (-)                                         | ? (-) ∞ ? (-)                                         |
| Grootouders                             | Raymond III van Toulouse (90-944/969) ∞ Gersenda van Gascogne (-na 972) | Raymond III van Toulouse (90-944/969) ∞ Gersenda van Gascogne (-na 972) | Raymond III van Toulouse (90-944/969) ∞ Gersenda van Gascogne (-na 972) | Raymond III van Toulouse (90-944/969) ∞ Gersenda van Gascogne (-na 972) | ? (-) ∞ ? (-)                                         | ? (-) ∞ ? (-)                                         | ? (-) ∞ ? (-)                                         | ? (-) ∞ ? (-)                                         |
| Ouders                                  | Raymond (IV) van Toulouse (930-972) ∞ Gundilindis (-)                   | Raymond (IV) van Toulouse (930-972) ∞ Gundilindis (-)                   | Raymond (IV) van Toulouse (930-972) ∞ Gundilindis (-)                   | Raymond (IV) van Toulouse (930-972) ∞ Gundilindis (-)                   | Raymond (IV) van Toulouse (930-972) ∞ Gundilindis (-) | Raymond (IV) van Toulouse (930-972) ∞ Gundilindis (-) | Raymond (IV) van Toulouse (930-972) ∞ Gundilindis (-) | Raymond (IV) van Toulouse (930-972) ∞ Gundilindis (-) |